# Szevero-jenyiszejszkiji járás
A Szevero-jenyiszejszkiji járás (oroszul: Северо-Енисейский район) Oroszország egyik járása a Krasznojarszki határterületen. Székhelye Szevero-Jenyiszejszkij.

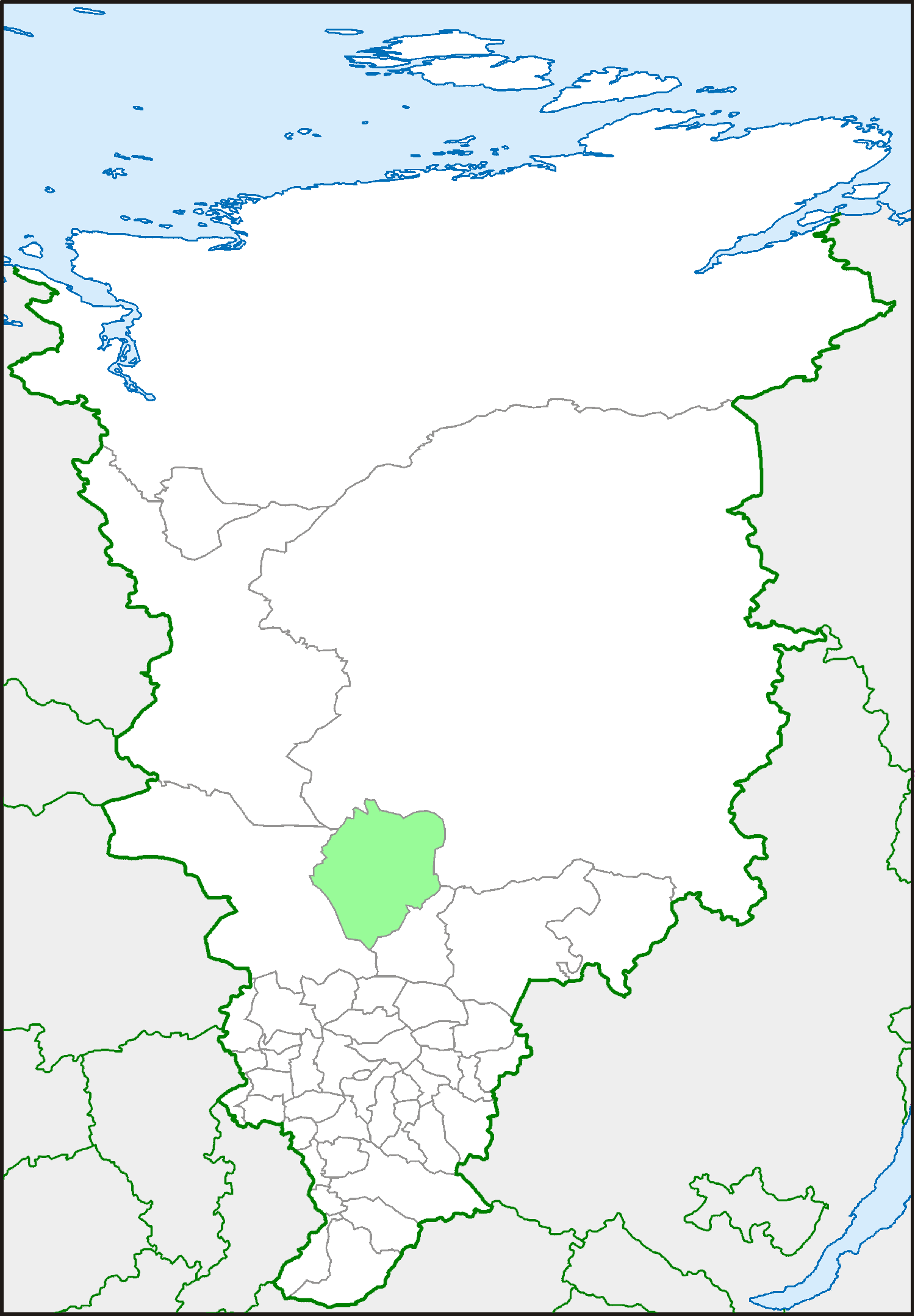
A Szeverno-jenyiszejszkiji járás a Krasznojarszki határterületen

## Népesség
- 1989-ben 17 163 lakosa volt.
- 2002-ben 11 077 lakosa volt.
- 2010-ben 11 117 lakosa volt.